# The Astaka
The Astaka est un ensemble de deux gratte-ciel résidentiels en construction à Johor Bahru en Malaisie. Ils s'élèveront à 279 et 256 mètres. Leur achèvement est prévu pour 2018. 